# 뫼스바우어 분광학
뫼스바우어 분광학(Mössbauer spectroscopy)은 뫼스바우어 효과를 기반으로 하는 분광 기술이다. 1958년 루돌프 뫼스바우어가 발견한 이 효과는 고체에서 핵 감마선의 거의 반동 없는 방출 및 흡수로 구성된다. 결과적인 핵 분광법 방법은 특정 핵의 화학적 환경의 작은 변화에 정교하게 민감하다.
핵자기 공명 분광법과는 전혀 무관한 방법이다.

## 기본 원리
총알이 발사될 때 총이 반동하는 것처럼 운동량 보존을 위해서는 감마선을 방출하거나 흡수하는 동안 핵(예: 가스)이 반동해야 한다. 정지 상태의 핵이 감마선을 방출하면 감마선의 에너지는 전이의 자연 에너지보다 약간 적지만 정지 상태의 핵이 감마선을 흡수하려면 감마선 에너지가 전이보다 약간 커야 한다. 두 경우 모두 반동으로 인해 에너지가 손실되기 때문이다. 이것은 핵 공명(동일한 핵에 의한 동일한 감마선의 방출 및 흡수)이 에너지 이동이 너무 크고 방출 및 흡수 스펙트럼이 크게 겹치지 않기 때문에 자유 핵에서는 관찰할 수 없음을 의미한다.
그러나 고체 결정의 핵은 결정 격자에 묶여 있기 때문에 반동이 자유롭지 않다. 고체의 핵이 감마선을 방출하거나 흡수할 때 일부 에너지는 여전히 반동 에너지로 손실될 수 있지만 이 경우 항상 포논(결정 격자의 양자화된 진동)이라고 하는 이산 패킷에서 발생한다. "반동 없는" 이벤트로 알려진 0을 포함하여 모든 수의 포논이 방출될 수 있다. 이 경우 운동량 보존은 결정 전체의 운동량에 의해 충족되므로 사실상 에너지 손실이 없다.
뫼스바우어는 방출 및 흡수 이벤트의 상당 부분이 반동이 없다는 것을 발견했으며 이는 램-뫼스바우어(Lamb-Mössbauer) 계수를 사용하여 정량화된다. 이 사실이 뫼스바우어 분광법을 가능하게 한 이유는 하나의 핵에서 방출된 감마선이 같은 동위원소의 핵을 포함하는 시료에 공명 흡수될 수 있고 이 흡수를 측정할 수 있다는 것을 의미하기 때문이다.
뫼스바우어 흡수의 반동 분율은 핵 공명 진동 분광법으로 분석된다.

## 같이 보기
- 뫼스바우어 효과
- 엑스선분광학